# Riberpré
Riberpré  is een gehucht in de Franse gemeente Le Thil-Riberpré in het departement Seine-Maritime. Het ligt in het zuiden van de gemeente, meer dan twee kilometer ten zuiden van het dorpscentrum van Le Thil.

## Geschiedenis

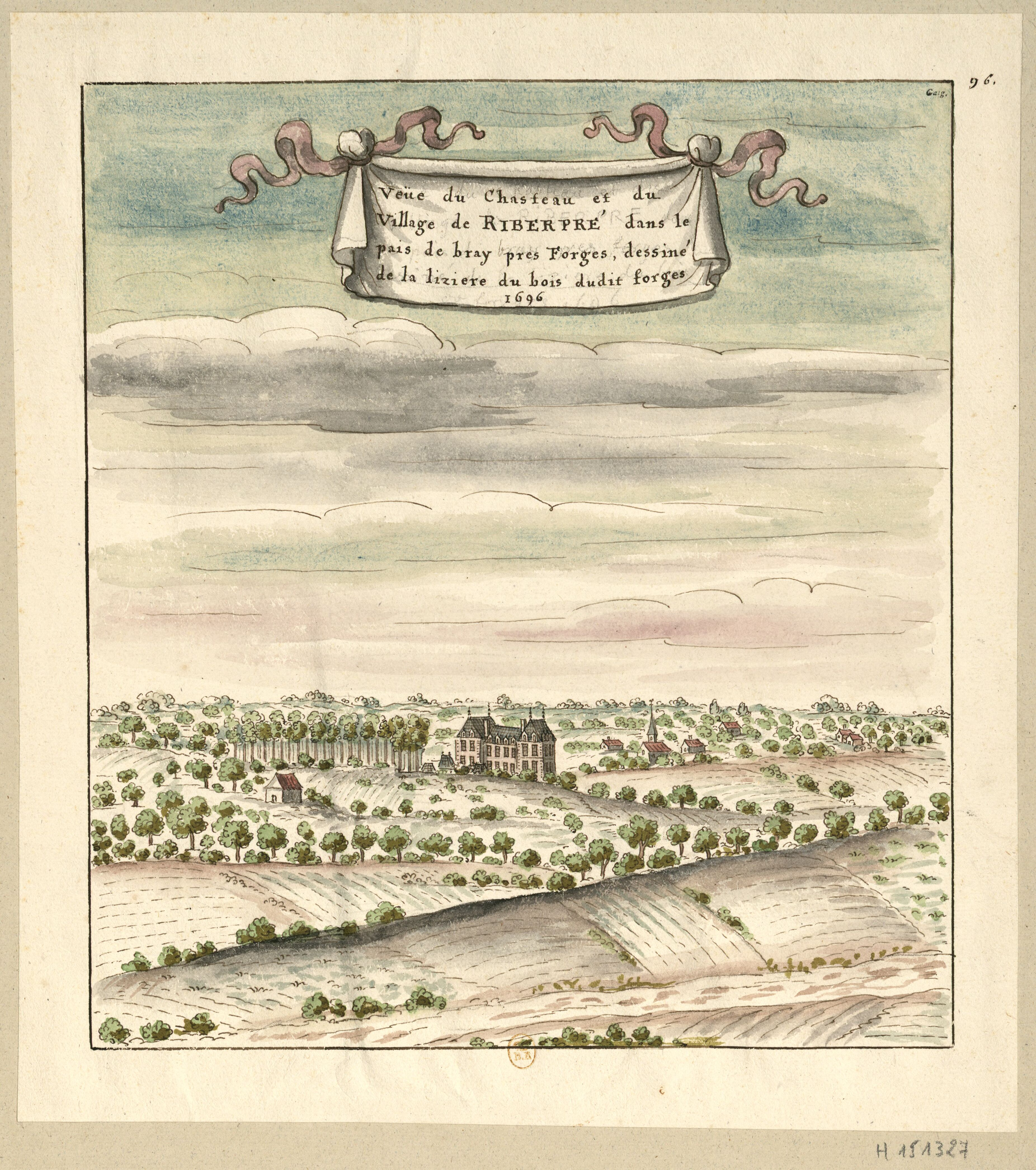
Zicht op het kasteel en dorp van Riberpré, 1696

Oude vermeldingen van de plaatsnaam gaan terug tot 1152 als Apud Raimberti Pratum tot en 15de eeuw als Riberpré.  De 18de-eeuwse Cassinikaart toont het plaatsje Riberpé, als afhankelijkheid van de parochie van Le Thil.
Op het eind van het ancien régime eind 18de eeuw, toen de gemeenten werden gecreëerd, werd Riberpré een gemeente. 
De kerk, de Église Saint-Gilles, werd begin 19de eeuw gesloopt.
In 1825 werd de gemeente Riberpré opgeheven en aangehecht bij buurgemeente Le Thil-en-Bray, die in Le Thil-Riberpré werd hernoemd.
Het kasteel van Riberpré werd sinds die tijd ook geleidelijk aan grotendeels ontmanteld. Enkele grondvesten en gelijkvloerse muren werden nog opgenomen in de latere boerderijgebouwen op die plaats.
Riberpré · Le Thil-en-Bray